# آزادانگشت
آزادانگشت (نام علمی: Eleutherodactylus) نام یک سرده از تیره آزادانگشتان است.